# Cleora paepalima
Cleora paepalima är en fjärilsart som beskrevs av West 1932. Cleora paepalima ingår i släktet Cleora och familjen mätare. Inga underarter finns listade i Catalogue of Life.